# Agnome
O agnome era na Roma Antiga uma alcunha honorífica que se acrescentava ao nome de uma determinada pessoa a fim de destacar uma de suas virtudes ou lembrar o êxito de um de seus feitos. Nos dias de hoje a alcunha se restringe a títulos honoríficos (ex. "dr." para "doutor honoris causa") ou profissionais (ex. "eng." para engenheiro e "prof." para professor), expressos como prefixos do nome.
Mas o uso de agnome é ainda mais antigo. Entre os hebreus, por exemplo, dava-se nome individual aos recém-nascidos nos primeiros oito dias de vida. Eles utilizavam um único nome, como Moisés, Ester, Jacó, etc. Mas com o crescimento da população começou a aparecer muitos homônimos. Para solucionar este problema passaram a acrescentar ao nome pessoal um segundo nome, sendo ele o nome do genitor masculino, e para isso acrescentava entre o nome pessoal e o nome do genitor a expressão Bar, que significa “filho de”. Desta forma poderia haver mais um Moisés, diferente e único, que jamais poderia ser confundido com outro Moisés, pois este era Moisés Bar Jacó, ou seja Moisés Filho de Jacó. Com o tempo, passaram a ser aceites também indicações geográficas, além do nome do genitor. Vejamos o caso de Jesus. Você encontra na bíblia Jesus Filho de José, e que depois também foi identificado como Jesus de Nazaré. E até mesmo José, seu pai terreno aparece como José, o Carpinteiro. Veja que neste caso utiliza-se o ofício como indicador. 
Em muitas outras civilizações os agnomes eram também utilizados. Os islâmicos utilizam, semelhante aos hebreus, o termo Ben para expressar "Filho de". Já na Grécia o uso de "Cláudio" provém de "Filhos de Clausus". Mas é em Roma, na época dos patrícios, que tornou-se comum o uso de três nomes: o praenomen (colocado na frente do nome), e o agnomen (nome da família) e por fim o nome.
O termo agnome também é usado para designar uma parte do nome de um indivíduo que o diferencia de seus homônimos. De facto, algumas famílias possuem membros com o mesmo prenome e sobrenome, sendo que, para diferenciá-los, são acrescidos a eles (por sufixação) um agnome, como Júnior (Jr.), Filho (F°.), Segundo, Neto, Sobrinho (Sob°.). Em linhagens da nobreza era comum também designar pelo número da ocorrência em algarismos romanos (II para o segundo, III para o terceiro, e assim por diante).
Esta prática é admitida legalmente no Brasil, onde não é incomum haver várias pessoas da mesma família com o mesmo nome e prenome, diferenciando-se pelo agnome (José Ernesto da Silva, José Ernesto da Silva Filho, José Ernesto da Silva Sobrinho e José Ernesto da Silva Neto).
Também são agnomes os identificativos de geração (Segundo, Terceiro). Até o advento do Registro Civil, muitas alcunhas exerciam também o papel do agnome, sendo acrescidas ao nome do indivíduo (José das Neves Valente, António da Silva Velho, Carlos Moura Viúvo etc.) O agnome, em regra geral, não é transmissível aos filhos.